# Danvers (Minnesota)
Danvers – miasto w Stanach Zjednoczonych, w stanie Minnesota, w hrabstwie Swift.